# Kloster Boboschewo

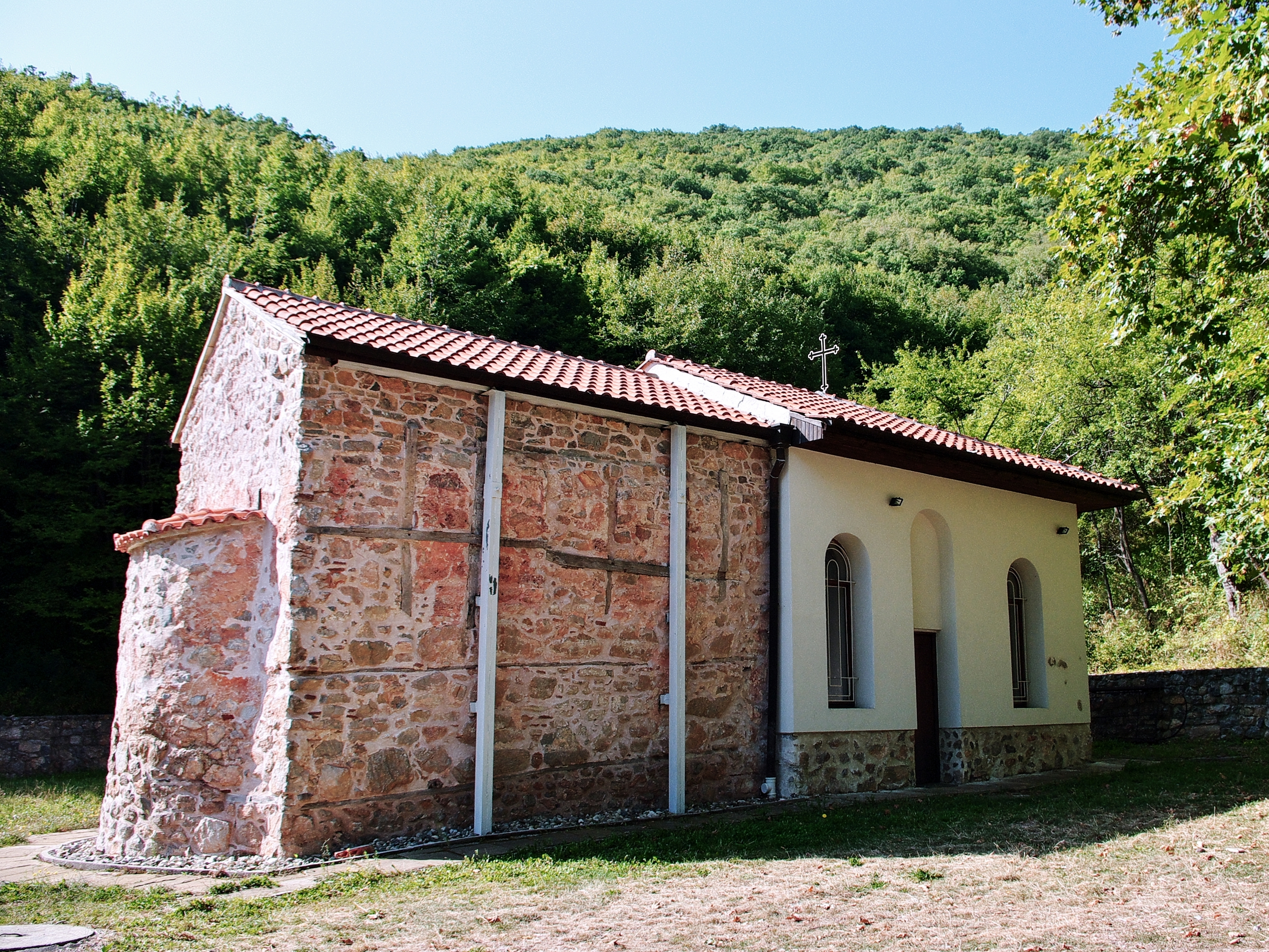
Klosterkirche »Hl. Demetrius« von Nordosten (2007)

Das Kloster Boboschewo »Hl. Demetrius« (bulgarisch Бобошесвски манастир »Свети Димитър«) ist ein ehemaliges Mönchskloster im geistlichen Bezirk Dupniza der Diözese Sofia der Bulgarisch-Orthodoxen Kirche. Es existierte nachweislich bereits in der zweiten Hälfte des 14. Jahrhunderts. Von der Klosteranlage ist nur noch die Kirche aus dem 15. Jahrhundert erhalten. Aufgrund ihres hohen architektonischen und künstlerischen Werts wurde sie zwischen 2001 und 2007 vollumfänglich restauriert.

## Lage
Die Klosterkirche »Hl. Demetrius« befindet sich ca.16 km südwestlich der Stadt Dupniza (Дупница) in der Oblast Kjustendil. Sie liegt im Wlachina-Gebirge ca. 3 km nordwestlich der Stadt Boboschewo (Бобошево) am bewaldeten Nordosthang des Bergs Boboschewski Ruen (Бобошевски Руен). Das Kloster war eine Station am Pilgerweg vom Kloster Rila zum Berg Athos.

## Geschichte

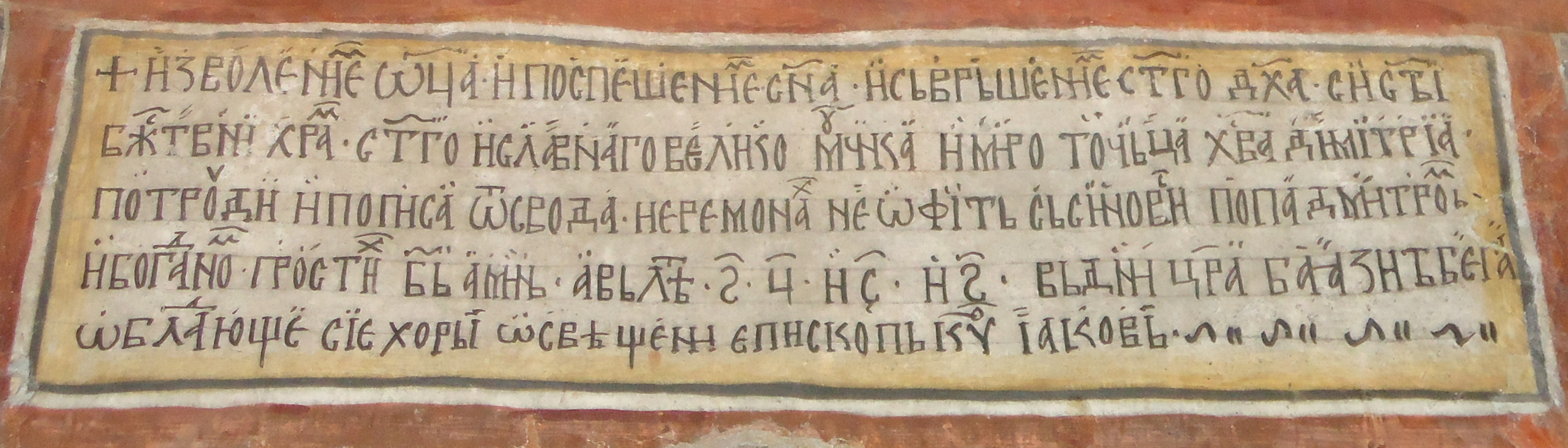
Stifterinschrift aus dem Jahr 1488

Untersuchungen der Bausubstanz der Klosterkirche zeigten, dass ihr Fundament von einem Vorgängerbau aus der zweiten Hälfte des 14. Jahrhunderts übernommen wurde. Diese Erkenntnis wird durch Analysen von Farbresten an der Südwand und an beiden Seiten des ehemaligen Eingangs bestätigt. Es ist daher anzunehmen, dass das Kloster im 14. Jahrhundert oder bereits davor gegründet wurde. Erste urkundliche Erwähnung fand es in einem osmanischen Steuerregister für den Sandschak Kjustendil für die Jahre 1570–73.
Erschwerend für die Erforschung der Geschichte des Klosters war, dass sich in der Nähe ein weiteres, wesentlich älteres Kloster befand. Jenes war bereits in der zweiten Hälfte des 9. Jahrhunderts, d. h. kurz nach Annahme des Christentums als Staatsreligion durch den bulgarischen Fürsten Boris I. im Jahre 864, gegründet worden. Es lag am Nordhang des Boboschewski Ruen oberhalb des Dorfes Skrino (Скрино). Die Örtlichkeit trägt den Namen „Zărkownika“ (bulgarisch Църковника) und befindet sich ca. 7 km nordwestlich der heutigen Stadt Boboschewo. Während der Invasion der Osmanen blieb es vor Zerstörungen bewahrt, da Sultan Murad I. die Region bereits seinem Vasallen Konstantin Dragaš (Константинн Драгаш) als Lehen übergeben hatte. Es schien aber möglich, dass das Kloster in der Zeit des Osmanischen Interregnums zwischen 1402 und 1413 verwüstet wurde. Der Historiker Iwan Kepow (Иван Кепов) ging 1935 davon aus, dass es sich bei jenem Kloster um das Kloster »Hl. Demetrius« gehandelt habe, das Ende des 15. Jahrhunderts an einem neuen Standort wieder errichtet wurde. Diesen Vermutungen stehen jedoch die Angaben aus dem erwähnten osmanischen Register entgegen, in dem zeitgleich neben dem Kloster »Hl. Demetrius« bei Boboschewo ein Kloster mit dem Namen »Heiliger Vater« (»Свети Отец«) oberhalb von Skrino aufgelistet ist. Da das Kloster »Heiliger Vater« in späteren Dokumenten nicht mehr genannt wurde, ist es wahrscheinlich, dass man es aufgegeben hatte.
Die Stifterinschrift an der Westwand über der Tür des Gemeinderaums
der Kirche »Hl. Demetrius« gibt an, dass der Bau Ende des 15. Jahrhunderts, zur Regierungszeit von Sultan Bayezid II., vollendet war. Die Fresken im Kircheninnenraum wurden vom Bischof von Krupnik, Jakob II. (Якоб II), in Auftrag gegeben. Während der Zeit der osmanischen Herrschaft bildete das Kloster Boboschewo ein wichtiges spirituelles und literarisches Zentrum. Davon zeugt das sog. „Boboschewer Evangeliar“, das der Mönchspriester Gawril (Йеромонах Гаврил) 1565 anfertigte. Es wird heute im Museum für Christliche Kunst in der Krypta der Alexander-Newski-Kathedrale in Sofia verwahrt. Früh wurde von der Bruderschaft auch eine Klosterschule für die Kinder der Umgegend ins Leben gerufen.
Nach der Unabhängigkeit Bulgariens im Zuge des Russisch-Osmanischen Krieges (1877–78) verlor das Kloster langsam an Bedeutung und die Zahl der Mönche verringerte sich. Die Gemeinde Boboschewo und lokale Geistliche übernahmen schließlich die Betreuung des Gotteshauses. Die  Klosteranlagen verfielen und wurden, mit Ausnahme der Klosterkirche, im 20. Jahrhundert abgetragen. 1968 erhielt die Kirche den Status eines Baudenkmals von nationaler Bedeutung. 1972 wurde ihr der Status eines nationalen Kulturobjekts zuerkannt. In den Jahren 2001 bis 2007 unterzog man sie einer vollständigen Restaurierung. Die Mittel dafür stellten die zypriotische A.G. Leventis Stiftung und der World Monuments Fund (WMF) in New York zur Verfügung.

## Kunst und Architektur

### Klosterhof
Der Klosterkomplex bestand noch in den 1930er Jahren aus Wohngebäuden für Mönche, einer Klosterküche (Magerniza, магерница), einer Backstube, einem Getreidespeicher, einer Rakibrennerei sowie unterschiedlichen Wirtschaftsgebäuden. Am Weg von Boboschewo zum Kloster sind noch Reste einer Wassermühle erkennbar.

### Klosterkirche »Hl. Demetrius«

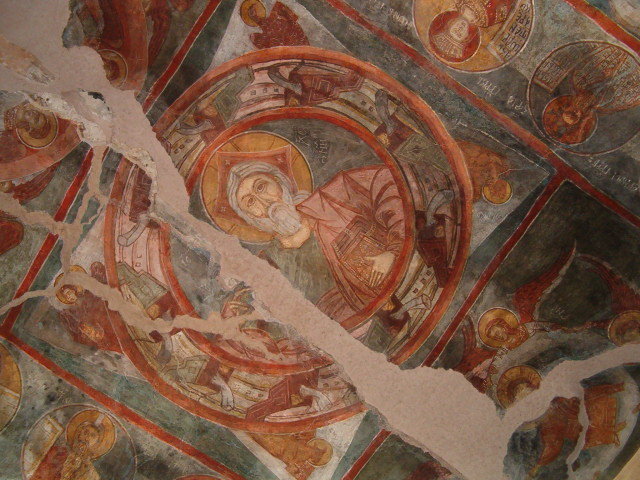
Fresko „Christus Pantokrator“ (2003)

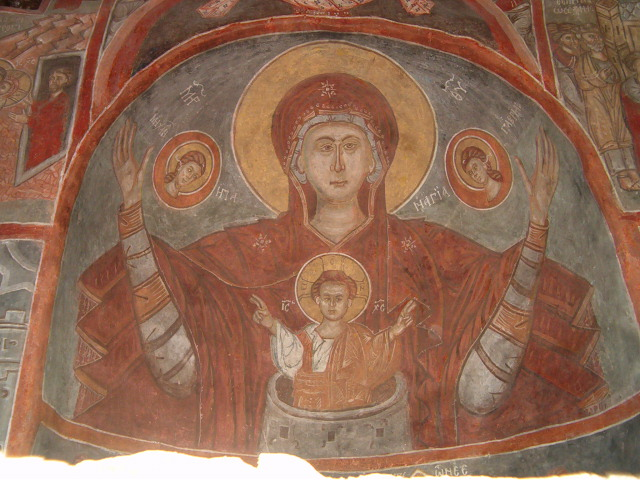
Fresko „Mutter Gottes Panagia“ in der Apsis (2003)

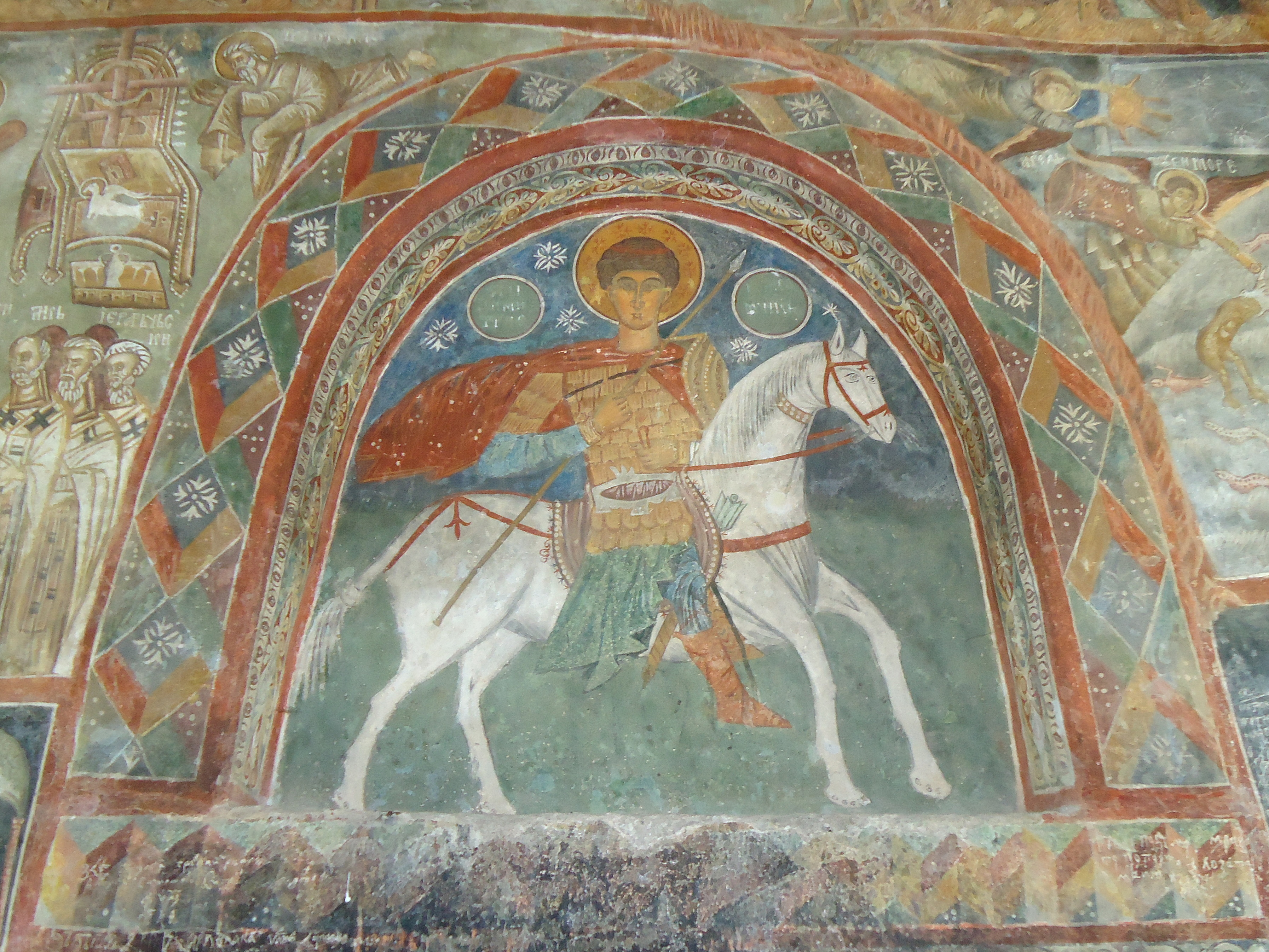
Fresko „Hl. Demetrius“ (2010)

Die Klosterkirche ist eine einschiffige, kuppellose Kirche, die teilweise im Boden eingelassen ist. Sie weist ein Tonnengewölbe mit einer nach Osten orientierten Apsis auf. Der Gemeinderaum (Naos) hat die Form eines Rechtecks. Der Kirchenraum verfügt über drei schmale Lichtöffnungen. Das vor Ende des 15. Jahrhunderts errichtete Gebäude ergänzte man 1864 an der Westseite um eine innere Vorhalle (Esonarthex), die ähnliche Ausmaße wie der Naos selbst aufweist. Das Portal befindet sich jetzt auf der Nordseite der Kirche. Der Narthex besitzt jeweils zwei Rundbogenfenster auf der Süd- und der Nordseite sowie eines an der Westseite.
Apsis und Gemeinderaum sind reich mit Fresken ausgeschmückt. Gemäß der Stifterinschrift wurden diese durch den Mönchspriester Neofit (Йеромонах Неофит) sowie seine Söhne, den Priestern Dimităr und Bogdan 1488 fertiggestellt. Diese drei lokalen Meister werden der Ochrider Malschule zugerechnet. In der Mitte des Tonnengewölbes findet sich das eindrucksvolle Fresko "Christus Pantokrator". Im unteren Teil der Südwand sind Szenen aus dem Leben Christi dargestellt. Die Fresken auf der Nordseite illustrieren die Leiden Christi. Die Apsis ziert ein Bildnis der Mutter Gottes Panagia. An der Westwand des Naos findet sich das Fresko "Entschlafung Marias". Neben der Tür zum Narthex sind die Hll. Konstantin und Helena sowie der Erzengel Michael abgebildet. Auch die westliche Außenwand der Kirche, jetzt Trennwand zwischen Narthex und Naos, ist mit Fresken verziert. In einer Nische über der Tür zum Naos befindet sich eine Darstellung des Kirchenpatrons, des Hl. Demetrius zu Pferde.
Der Ikonostas wurde im Jahr 1729 erneuert. Nur die Königliche Tür stammt noch aus dem 15. Jahrhundert. Ikonostas und Ikonen sind heute im Museum für Christliche Kunst in der Krypta der Alexander-Newski-Kathedrale in Sofia ausgestellt.